# Estádio Dito Souza
O Estádio Municipal Vereador Benedito Laurindo de Souza ou Estádio Dito Souza, também conhecido como Dito Souza, é um estádio de futebol, localizado na cidade de Várzea Grande, na Região Metropolitana de Cuiabá.

## História

### Início
Construído nos anos 90, como um mini-estádio, o Dito Souza, no ano de 2010 por iniciativa do então prefeito Murilo Domingos, apresentou um projeto para sua ampliação em parceria com o Governo de Mato Grosso, orçado em R$ 500 mil reais, com materiais do Estádio José Fragelli, com o advento da copa do mundo em 2014 o governo decidiu pela construção do COT do Pari.

### Inauguração
Orçado em R$ 2 milhões de reais, a administração municipal iniciou uma reforma no estádio e foi reinaugurado em 11 de outubro de 2019 pela então prefeita Lucimar Campos tendo no dia uma partida simbólica chamada ‘Jogo das Estrelas’, com a presença de craques veteranos conhecidos do futebol brasileiro como Biro-Biro, Amaral, Marcelinho Carioca, Edílson, Gustavo Nery e Marcelinho Paraíba com os jogadores veteranos do Clube Esportivo Operário Várzea-Grandense. Seu jogo inaugural ocorreu em 21 de janeiro de 2020 com o Clube Esportivo Operário Várzea-Grandense X Poconé.

### Copa América
Em 2021 com a escolha de Cuiabá como uma das sedes da Copa América o  Dito Souza serviu como centro de treinamento para seleções que jogaram na capital mato-grossense naquele ano, entre as seleções treinadas no estádio estão a Argentina, Bolívia, Chile, Colômbia, Equador e Uruguai.